# Paleoproterozoico
O Paleoproterozoico é a era do éon Proterozoico, na escala de tempo geológico, que está compreendida entre há 2500 milhões de anos e 1600 milhões de anos, aproximadamente. A era Paleoproterozoica sucede a era Neoarqueana do éon Arqueano e precede a era Mesoproterozoica de seu éon. Divide-se nos períodos Sidérico, Riácico, Orosírico e Estatérico, do mais antigo para o mais recente.
Durante o Paleoproterozoico, surgiram os primeiros seres eucariontes, junto com seres pluricelulares. Além de ter ocorrido o aumento da liberação de oxigênio na atmosfera.[carece de fontes?]